# Гавайський університет
Гавайський університет (англ. University of Hawaii System) або UH — це об'єднання державних університетів, а також інших вищих навчальних закладів і дослідницьких установ у американському штаті Гаваї. В установах Гавайського університету навчаються 50 317 студентів (2005).
У 2018 році члени Гавайського університету, разом із колегами з Інституту Карнегі та Каліфорнійського університету, в рамках проекту з пошуку дев'ятої планети відкрили найвіддаленіший об'єкт в Сонячній системі (120 а.о.) — астероїд 2018 VG18, який вони згодом назвали «Farout» (англ. — далеко).

## Університети
- Університет Гаваїв в Маноа
- En: University of Hawaii at Hilo Гавайський університет в Хіло
- En: University of Hawaii-West Oahu Гавайський університет Західного Оаху

## Дослідницькі установи
- En:East-sWest Center
- En:Institute for Astronomy
- En:Lyon Arboretum
- En:Mauna Kea Observatorium
- En:Waikīkī Aquarium

## Почесні доктори
- Дженоа Кеауе (2005)[12]
- Каору Касівагі (2005)[12]